# Čichová kost
Čichová kost (latinsky: os ethmoidale) je nepárová kost oddělující nosní dutinu (cavum nasi) od dutiny lebeční. Vzniká v chrupavčité capsula ethmoidea, která se nachází na bázi lebky. Skládá se ze tří hlavních částí:
- lamina cribrosa – do této části vstupuje I. hlavový nerv (čichový nerv, nervi olfactorii); propojuje mozek s nosní dutinou
- lamina perpendicularis
- labyrinthus ethmoidalis

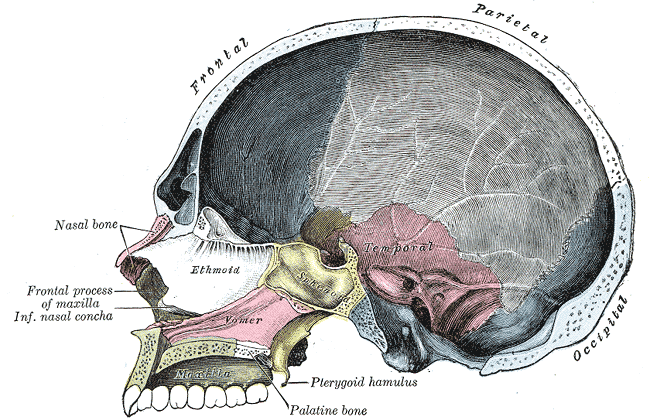
Sagitální řez lebkou, čichová kost je vyznačena bílou barvou
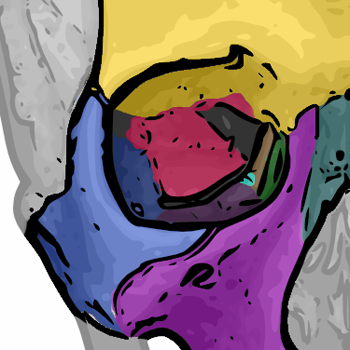
Čichová kost v pohledu do očnice, znázorněná hnědě